# NGC 5479
NGC 5479 is een elliptisch sterrenstelsel in het sterrenbeeld Kleine Beer. Het hemelobject werd op 11 juni 1884 ontdekt door de Amerikaanse astronoom Lewis A. Swift.

## Synoniemen
- MCG 11-17-19
- ZWG 317.16
- NPM1G +65.0105
- PGC 50282